# Wielkie Bałówki (gromada)
Wielkie Bałówki (od 1 VIII 1958 Tereszewo) – dawna gromada, czyli najmniejsza jednostka podziału terytorialnego Polskiej Rzeczypospolitej Ludowej w latach 1954–1972.
Gromady, z gromadzkimi radami narodowymi (GRN) jako organami władzy najniższego stopnia na wsi, funkcjonowały od reformy reorganizującej administrację wiejską przeprowadzonej jesienią 1954 do momentu ich zniesienia z dniem 1 stycznia 1973, tym samym wypierając organizację gminną w latach 1954–1972.
Gromadę Wielkie Bałówki z siedzibą GRN w Wielkich Bałówkach utworzono – jako jedną z 8759 gromad na obszarze Polski – w powiecie nowomiejskim w woj. olsztyńskim na mocy uchwały nr 20 WRN w Olsztynie z dnia 4 października 1954. W skład jednostki weszły obszary dotychczasowych gromad Otręba, Tereszewo, Tomaszewo i Wielkie Bałówki ze zniesionej gminy Marzęcice w powiecie nowomiejskim w woj. olsztyńskim, a także obszary dotychczasowych gromad Szafarnia, Kąciki i Czyste Błota oraz obszar obrębu Tęgowiec z dotychczasowej gromady Zastawie ze zniesionej gminy Pokrzydowo w powiecie brodnickim w woj. bydgoskim. Dla gromady ustalono 22 członków gromadzkiej rady narodowej.
1 stycznia 1957 z gromady Wielkie Bałówki wyłączono wieś Czyste Błota i kolonię Tęgowiec, włączając je do gromady Pokrzydowo w powiecie brodnickim w woj. bydgoskim.
Gromadę zniesiono 1 sierpnia 1958 w związku z przeniesieniem siedziby GRN z Wielkich Bałówek do Tereszewa i zmianą nazwy jednostki na gromada Tereszewo.